# Dicranomyia (Melanolimonia) paramorio platysoma
Dicranomyia (Melanolimonia) paramorio platysoma is een ondersoort van de tweevleugelige Dicranomyia (Melanolimonia) paramorio uit de familie steltmuggen (Limoniidae). De ondersoort komt voor in het Palearctisch gebied.